# Loubna al-Hussein
Loubna (ou Lubna) Ahmed al-Hussein, née en 1973, est une musulmane soudanaise, journaliste et militante des droits des femmes qui a notamment retenue l'attention internationale, quand elle a été l'objet de poursuites dans son pays pour avoir porté un pantalon. Son cas est devenu une cause célèbre, dans son pays, et dans le monde entier, avec l'engagement d'organisations telles que le Réseau arabe d'information sur les droits humains (Arabic Network for Human Rights Information) et Amnesty International.

## Biographie
Elle est née en 1973 à Omdourman, issue d'une famille modeste. Après des études en agronomie, elle devient journaliste. Elle épouse en 2003 un journaliste soudanais, mais devient rapidement veuve. Elle refuse la coutume de l'enfermement durant le deuil. Chroniqueuse dans un journal de gauche, elle est remarquée par ses critiques envers le gouvernement du Soudan,  sur le traitement des femmes, mais doit quitter ce périodique en 2007, étouffé par la censure. Elle trouve un travail pour le département médias de la Mission des Nations unies au Soudan,.
Le 3 juillet 2009, la police entre dans un restaurant de Khartoum, à la recherche des femmes portant des pantalons. Loubna al-Hussein, qui est venue en ce lieu, réserver pour la fête de mariage d'un cousin, est arrêtée avec douze autres femmes.
Dix d'entre elles plaident coupable immédiatement, et reçoivent dix coups de fouet chacune et une amende, puis sont libérées. Loubna al-Hussein et deux autres femmes refusent cette possibilité. Elle insiste pour être inculpée et jugée.
Entre l'arrestation et le procès, Hussein commence à  faire connaître l'affaire par l'impression de 500 cartes d'invitation et l'envoi des e-mails dont le sujet est «la journaliste Soudanais Loubna vous invite à sa prochaine flagellation ». Elle utilise le caractère public des comparutions juridiques pour attaquer l'article 152 du code pénal soudanais, au motif que la façon dont cet article est appliqué au Soudan n'est ni conforme à la constitution, ni conforme à la religion. Ses efforts conduisent à une démonstration publique de  solidarité par les femmes dans la région, mais aussi à des violences par des extrémistes islamistes.
Lorsque l'affaire vient au tribunal, le juge lui propose de bloquer la procédure, par l'immunité diplomatique dont elle dispose de fait, de par son emploi à l'ONU. Loubna al-Hussein préfère démissionner de cet emploi et se faire le porte-parole des 20 000 jeunes filles et femmes arrêtées pour des motifs vestimentaires, depuis l'arrivée au pouvoir de Omar el-Béchir. Si elle est reconnue coupable, elle déclare son intention de faire appel de son cas auprès de la cour suprême et même de la cour constitutionnelle, pour faire modifier la loi.
Lors de la deuxième comparution en cour, le 4 août, le juge reporte le jugement d'un mois, pour obtenir des informations complémentaires sur son statut et vérifier si elle peut être poursuivie ou pas. En dehors de la salle d'audience, la police tire des  gaz lacrymogènes sur des manifestantes vêtues de pantalons. Ban Ki-moon, Secrétaire général des Nations unies, déclare sa préoccupation au sujet des poursuites dont elle fait l'objet. Lorsqu'elle essaye de se rendre au Liban au début du mois d'août, pour une interview à propos de cette affaire, les autorités soudanaises l'empêchent de quitter le pays.
À l'extérieur du Soudan, des soutiens se développent lentement. Dans un programme radio de la BBC Woman's hour, les journalistes et élues politiques présents s'interrogent sur la position des féministes britanniques qui s'expriment peu sur ce sujet.Progressivement, pourtant, l'affaire devient une cause célèbre dans les différentes opinions publiques, révélant la législation soudanaise sur les droits des femmes et son application. Loubna al-Hussein, qui se considère elle-même être une bonne musulmane, et porte aussi bien des robes, des habits traditionnels soudanais, ou des pantalons amples couverts par une longue blouse,, fait valoir que l'affaire «n'est pas une question de religion, c'est une affaire de société». Elle veut changer la loi, au nom de toutes les femmes du Soudan,,. Elle affirme que l'article 152, qui permet la flagellation d'une «personne qui viole la moralité publique ou porte des vêtements indécents», sans définir les vêtements considérés comme indécents, ne respecte ni la Constitution du Soudan, ni la Charia. Des organisations telles que le Réseau arabe d'information sur les droits humains (Arabic Network for Human Rights Information) et Amnesty International se mobilisent. Selon un article paru dans le magazine Américain Foreign Policy, ce cas encourage aussi des mouvements disparates, des militants aux politiciens de l'opposition en passant par les ONG, à coopérer les uns avec les autres dans leurs efforts visant à modifier la loi.
Le 7 septembre, elle comparaît une nouvelle fois, se rendant devant la cour en pantalon. Elle est déclarée coupable et condamnée à une amende de 500 livres soudanaises, mais n'est pas condamnée à la flagellation. Elle répond qu'elle n'a pas l'intention de payer, et se prépare à faire face à une peine de substitution d'un mois de prison. Cette troisième séance juridique se déroule de nouveau en présence de  diplomates, de journalistes, de représentants d'organisation des droits de l'homme et, à l'extérieur de la salle, de manifestantes. Les journalistes évaluent à environ 150 ces dernières, chahutées par un plus petit nombre de contre-manifestants et menacées par la police anti-émeute,. Au moins 40 manifestantes sont arrêtées et libérées sous caution.
Finalement, l'Union des journalistes soudanais, proche du pouvoir, paye très rapidement l'amende qu'elle refuse d'acquitter. Libérée, mais menacée, elle quitte clandestinement son pays. Mais réfugiée à l'étranger, elle continue à tenter de mobiliser l'opinion internationale sur la situation des femmes au Soudan. Elle écrit un premier ouvrage en 2010, 40 coups de fouet pour un pantalon, où elle évoque également son excision à l'âge de 7 ans, puis un second avec Djenane Kareh Tager, Suis-je maudite ? La femme, la chaia et le Coran,,,.

## Contexte
Le système juridique du pays se dit fondée sur la loi Islamique (la charia), depuis 1991, et cette législation autorise les châtiments corporels tels que la flagellation. Le droit pénal interdit les tenues indécentes en public, une accusation passible d'une peine de 40 coups de fouet et à une amende. Selon le directeur de la police, en 2008, à dans l'État de Khartoum uniquement, plus de 40 000 femmes ont été arrêtées pour des infractions vestimentaires; il ne sait pas combien ont été condamnées ou fouettées.
Le texte intégral de l'article 152, dans le Code Pénal de 1991, est :
Article 152 : Actes obscènes et indécents
* Quiconque, dans un lieu public, provoque un attentat à la pudeur ou un acte contraire à la moralité publique ou porte une tenue obscène ou contraire aux bonnes mœurs ou cause une gêne pour le ressenti public  sera puni des peines de flagellation, qui ne peuvent dépasser quarante coups de fouet ou d'une amende, ou  des deux.
* Un acte est contraire à la morale publique, s'il est considéré comme tel conformément à la norme de la religion de la personne ou à la coutume du pays où l'acte a lieu.

## Principales publications traduites en français
- 40 coups de fouet pour un pantalon, Paris, éditions Plon, 2010.
- Suis-je maudite ? La femme, la charia et le Coran, en collaboration avec Djenane Kareh Tager, Paris, éditions Plon, 2011.